# Єсенсай
Єсенса́й (каз. Есенсай) — село у складі Акжаїцького району Західноказахстанської області Казахстану. Адміністративний центр Єсенсайського сільського округу.
Населення — 1048 осіб (2021; 1390 у 2009, 1615 у 1999, 1531 у 1989).